# Linospadix
Genre
Classification phylogénétique
Espèces de rang inférieur
- Linospadix albertisiana
- Linospadix minor
- Linospadix monostachya
- Linospadix palmeriana

Linospadix est un genre de plantes de la famille des Arecaceae (palmiers). Les espèces sont natives de Nouvelle-Guinée et d'Australie.

## Classification
- Sous-famille des Arecoideae
  - Tribu des Areceae
    - Sous-tribu : Laccospadicinae[1]

Le genre Linospadix partage sa sous-tribu avec trois autres genres : Howea, Laccospadix et Calyptrocalyx.

## Liste des espèces
Selon World Checklist of Selected Plant Families (WCSP) (7 juin 2016) :
- Linospadix albertisianus (Becc.) Burret, Notizbl. Bot. Gart. Berlin-Dahlem 12: 331 (1935).
- Linospadix apetiolatus Dowe & A.K.Irvine, Principes 41: 215 (1997).
- Linospadix caninus (Becc.) Burret, Notizbl. Bot. Gart. Berlin-Dahlem 12: 331 (1935).
- Linospadix microcaryus (Domin) Burret, Notizbl. Bot. Gart. Berlin-Dahlem 12: 331 (1935).
- Linospadix minor (W.Hill) Burret, Notizbl. Bot. Gart. Berlin-Dahlem 12: 330 (1935).
- Linospadix monostachyos (Mart.) H.Wendl., Linnaea 39: 199 (1875).
- Linospadix palmerianus (F.M.Bailey) Burret, Notizbl. Bot. Gart. Berlin-Dahlem 12: 331 (1935).